# Reni Lane
 (mai 2023).
La mise en forme du texte ne suit pas les recommandations de Wikipédia : il faut le « wikifier ».
Les points d'amélioration suivants sont les cas les plus fréquents. Le détail des points à revoir est peut-être précisé sur la page de discussion.
- Les titres sont pré-formatés par le logiciel. Ils ne sont ni en capitales, ni en gras.
- Le texte ne doit pas être écrit en capitales (les noms de famille non plus), ni en gras, ni en italique, ni en « petit »…
- Le gras n'est utilisé que pour surligner le titre de l'article dans l'introduction, une seule fois.
- L'italique est rarement utilisé : mots en langue étrangère, titres d'œuvres, noms de bateaux, etc.
- Les citations ne sont pas en italique mais en corps de texte normal. Elles sont entourées par des guillemets français : « et ».
- Les listes à puces sont à éviter, des paragraphes rédigés étant largement préférés. Les tableaux sont à réserver à la présentation de données structurées (résultats, etc.).
- Les appels de note de bas de page (petits chiffres en exposant, introduits par l'outil «  Source ») sont à placer entre la fin de phrase et le point final[comme ça].
- Les liens internes (vers d'autres articles de Wikipédia) sont à choisir avec parcimonie. Créez des liens vers des articles approfondissant le sujet. Les termes génériques sans rapport avec le sujet sont à éviter, ainsi que les répétitions de liens vers un même terme.
- Les liens externes sont à placer uniquement dans une section « Liens externes », à la fin de l'article. Ces liens sont à choisir avec parcimonie suivant les règles définies. Si un lien sert de source à l'article, son insertion dans le texte est à faire par les notes de bas de page.
- La présentation des références doit suivre les conventions bibliographiques. Il est recommandé d'utiliser les modèles {{Ouvrage}}, {{Chapitre}}, {{Article}}, {{Lien web}} et/ou {{Bibliographie}}. Le mode d'édition visuel peut mettre en forme automatiquement les références.
- Insérer une infobox (cadre d'informations à droite) n'est pas obligatoire pour parachever la mise en page.

Pour une aide détaillée, merci de consulter Aide:Wikification.
Si vous pensez que ces points ont été résolus, vous pouvez retirer ce bandeau et améliorer la mise en forme d'un autre article.
Reni Lane (née Reni Jablonsky ; 10 janvier 1988) est une artiste pop-rock alternative américaine. Originaire de l'Oregon, elle habite à New York. Son premier album, Ready, est sorti en 2010. Elle est actuellement membre de Razorlight, un groupe de indie rock.
Reni a collaboré avec des artistes de plusieurs genres et a contribué à musiques de films. Ses enregistrements et performances les plus bien connus en studio et en direct ont impliqué The Like, Oracle Sisters, Joseph Arthur, Duncan Sheik et Howie Day.

## Jeunesse et carrière solo
Reni Lane (précédemment Reni Laine) est née à Corvallis, en Oregon. Comme enfant, Reni a été inspiré pour apprendre le piano par une amie qui étudiait la méthode Suzuki. Ses parents lui ont acheté un clavier de friperie pour qu'elle puisse expérimenter et elle a commencé à enregistrer ses compositions.
À l'âge de 11 ans, Reni et sa famille ont déménagé à Williamsburg, en Virginie, où elle a participé à ensembles symphoniques scolaires et productions théâtrales. À 13 ans, elle a remporté le NAfME (anciennement connu sous le nom de MENC) National Electronic Music Talent Search et a été envoyée à Dallas, au Texas, pour participer à une table ronde avec des éducateurs musicaux du monde entier. Elle a donné des concerts comme pianiste de concert et de jazz ainsi que tromboniste dans le groupe "Ram" du lycée avant d'obtenir son diplôme tôt pour déménager à New York.
Pendant ses études à l'université Columbia, Reni a commencé à jouer chaque semaine au Sidewalk Cafe (où elle s'est inspirée des performances de Suzanne Vega et Regina Spektor ) et a travaillé avec des auteurs-compositeurs tels que Duncan Sheik et Joseph Arthur. En 2007, elle a lancé son premier album indépendant, American Baby, et est partie en tournée en Europe avec son groupe.
MTV l'a présentée dans leur campagne publicitaire "First Ladies of Rock" sponsorisée par Virgin Mobile, ce qui l'a attirée l'attention de l'auteur-compositeur/producteur Sam Bisbee . Leur travail a été confié à la super productrice Linda Perry qui l'a signée, ce qui a donné lieu à ses débuts chez Custard Records / Motown Universal, Ready. Le single Place for Us de l'album a été présenté dans la dernière saison de l'émission télévisée The L-Word, et est devenu la chanson thème d'une série de télé-réalité VH1, Secrets of Aspen. Pour promouvoir l'album, Reni a assisté aux Grammys 2009 en tant qu'invité de Linda Perry, et s'est produit à la vitrine NME CMJ et aux Sunset Sessions 2010 de Michele Clark.
Alors qu'il se produisait en 2009 lors d'un événement Paper Magazine à Los Angeles, Lane a été approché par Tennessee Thomas et Z Berg pour jouer des claviers dans The Like . Elle a brièvement tourné avec eux lors de l'ouverture américaine du groupe de rock Arctic Monkeys mais son implication dans un projet distinct du sien a mis à rude épreuve la relation avec son label et elle a finalement été abandonnée.

## Fever High (2015-2020) et autres collaborations
Lorsque Reni a quitté son label, elle a gagné la liberté de jouer dans de nouveaux projets et a recommencé à composer pour les autres. Reni a contribué à la bande originale du film Diary of a Teenage Girl de 2012 et s'est produit aux côtés du compositeur du film Nate Heller lors de la 6e cérémonie annuelle des prix Guild of Music Supervisors,. Elle a co-écrit deux chansons sur l'album "Lanterns" de Howie Day en 2015 et a fait de  tournées avec son groupe. En 2018, elle a contribué à la musique de The Sentence,  un documentaire primé aux Emmy Awards composé par son collaborateur de longue date Sam Bisbee.
En 2015, Lane s'est associé à Anna Nordeen et au regretté auteur-compositeur/producteur Adam Schlesinger pour former le duo synth-pop Fever High. Ils ont sorti un album complet et plusieurs EP et ont été signés chez Sire Records. Reni a contribué au chant, au trombone, à la trompette, à la guitare et aux claviers du groupe et a fait remarquer que son écriture avait été considérablement influencée par son temps de travail avec Schlesinger. Le groupe s'est dissous après la mort subite de Schlesinger due à Covid-19.

## Razorlight (2018 - Présent)
En novembre 2018, Reni a rejoint Razorlight en tant que claviériste de tournée pour leur tournée en tête d'affiche au Royaume-Uni, et en 2019 est devenu un membre officiel du groupe. Elle a ensuite joué dans le clip de leur single Cops and Robbers et a fait une tournée en Europe et dans divers festivals d'été avec le groupe cette année-là.
Pendant la pandémie, Reni a joué avec le groupe classique réunie dans une émission de streaming en ligne. Elle est interviewée dans le film documentaire Razorlight: Fall to Pieces sur la réunion du groupe qui présente également des extraits de leur performance de 2021 au festival de l'île de Wight,. Elle a récemment joué avec Razorlight sur Virgin Radio et BBC Radio 2 pour promouvoir leur meilleur album Razorwhat? Le meilleur de Razorlight.

## Retour à la carrière solo et à d'autres travaux
Plus récemment, Reni Lane est revenue à sa carrière solo. En 2018, elle était mannequin pour Balenciaga, et a joué un concert de piano solo lors du défilé de mode de Jill Stuart.
En 2020, Reni a annoncé sur son site qu'elle collaborerait avec la maison disque Hey Hey J pour sortir son nouveau single, Love Too Soon.
Dans le clip de 2022 de Playing in a Band de Delicate Steve, Reni joue de la basse aux côtés de Meg Duffy, Waxahatchee, Nels Cline (guitariste de Wilco ) et Craig Finn.

## Discographie

### Albums Studio
- American Baby (indépendant) 2007[28]
- Ready (Custard/Universal Motown) 2009[29]

### Chansons
- Place For US (Custard / Universal Motown) 2009[28]
- Love Too Soon (Hey Hey J) 2020

### Avec Fever High
- All Work EP (réédité par Sire Records en 2016 avec morceau supplémentaire) 2015[30]
- FHNY (Indépendant) 2017[30]
- Avec You EP (Indépendant) 2019[31]

### Avec Razorlight
- Cops and Robbers (Atlantic Culture) 2008[18]
- Violence Forever (Mercure/EMI) 2020[32]